# Kazuya Kamenashi
Kazuya Kamenashi (jap. 亀梨 和也 Kamenashi Kazuya; ur. 23 lutego 1986 w tokijskiej dzielnicy Edogawa) – japoński wokalista zespołu KAT-TUN, aktor.
Kazuya Kamenashi (Kame) należy do grupy KAT-TUN. Mimo iż jest najmłodszym członkiem grupy, uznawany jest nieoficjalnie za lidera. Oficjalnie grupa pozostaje bez lidera (był nim Tatsuya Ueda, do czasu kiedy zrezygnował, bo nie chciał otrzymywać batów za zespół). On i Jin Akanishi byli najbardziej znanymi członkami KAT-TUN i byli głównymi wokalistami zespołu. Zmieniło się to po odejściu Akanishiego. Jin i Kame nazywani są przez fanów Akame (Akakame).
Grali oni również w dramie Gokusen 2 jako Ryu Odagiri (Kame) i Hayato (Jin).
Kame pasjonuje się baseballem. Kiedy był młodszy, grał w reprezentacji Japonii w Junior world leagues.
Pod koniec 2005 r. Kame zagrał w dramie Nobuta wo Produce razem z Tomohisą Yamashita z grupy NEWS. Nagrali wówczas singiel "Seishun amigo" pod nazwą Shūji to Akira (imiona postaci, które grali w dramie). W 2006 r. Kame i reszta zadebiutowali Real Face. Kame powiedział, że nie jest dobry w pisaniu tekstów piosenek, jednak napisał Special Happiness i Kizuna pod podpisem K2.

## Filmy
- 2011 3 nen B gumi Kinpachi sensei FINAL jako Akihiko Fukagawa
- 2009 Gokusen: The Movie jako Odagiri Ryu[5]
- 2006 Kuitan SP
- 2006 Yuuki jako Yuuki
- 2005 Kindaichi shōnen no jikenbo - Kyuketsuki densetsu satsujin jiken jako Hajime Kindaichi

## Seriale TV
- 2010 Yamato Nadeshiko Shichi Henge - Perfect Girl Evolution jako Takano Kyohei
- 2009 MR. BRAIN odcinek 3
- 2009 Kami no Shizuku jako Kanzaki Shizuku
- 2008 1 Pound no Fukuin jako Kosaku Hatanaka
- 2007 Tokkyu Tanaka San Go odcinek 9 jako Shibahara Toru
- 2006 Tatta Hitotsu no Koi jako Kanzaki Hiroto
- 2006 Sapuri jako Yuya
- 2005 Nobuta wo produce jako Shuuji Kiritani
- 2005 Gokusen 2 jako Ryu Odagiri
- 1999 3 nen B gumi Kinpachi sensei 5 jako Akihiko Fukagawa